# Bathyraja interrupta
Bathyraja interrupta és una espècie de peix de la família dels raids i de l'ordre dels raïformes
present al nord de l'oceà Pacífic des de l'oest del Mar de Bering i les Illes Aleutianes fins al sud de Califòrnia (Estats Units).
És un peix marí i d'aigües profundes que viu entre 23-1.500 m de fondària.
Els mascles poden assolir 86 cm de longitud total.
És ovípar i les femelles ponen càpsules d'ous, les quals presenten com unes banyes a la closca.
Menja invertebrats i peixos bentònics.
A Rússia és depredat per Bathyraja aleutica.
Tot i que les aletes pectorals poden ésser emprades per preparar una àmplia varietat de plats, generalment es considera no comercialitzable i les seues captures accidentals acostumen a ser descartades. De vegades, és emprat per produir pinsos per a visons i fertilitzants.
És inofensiu per als humans.